# Junkers J 7

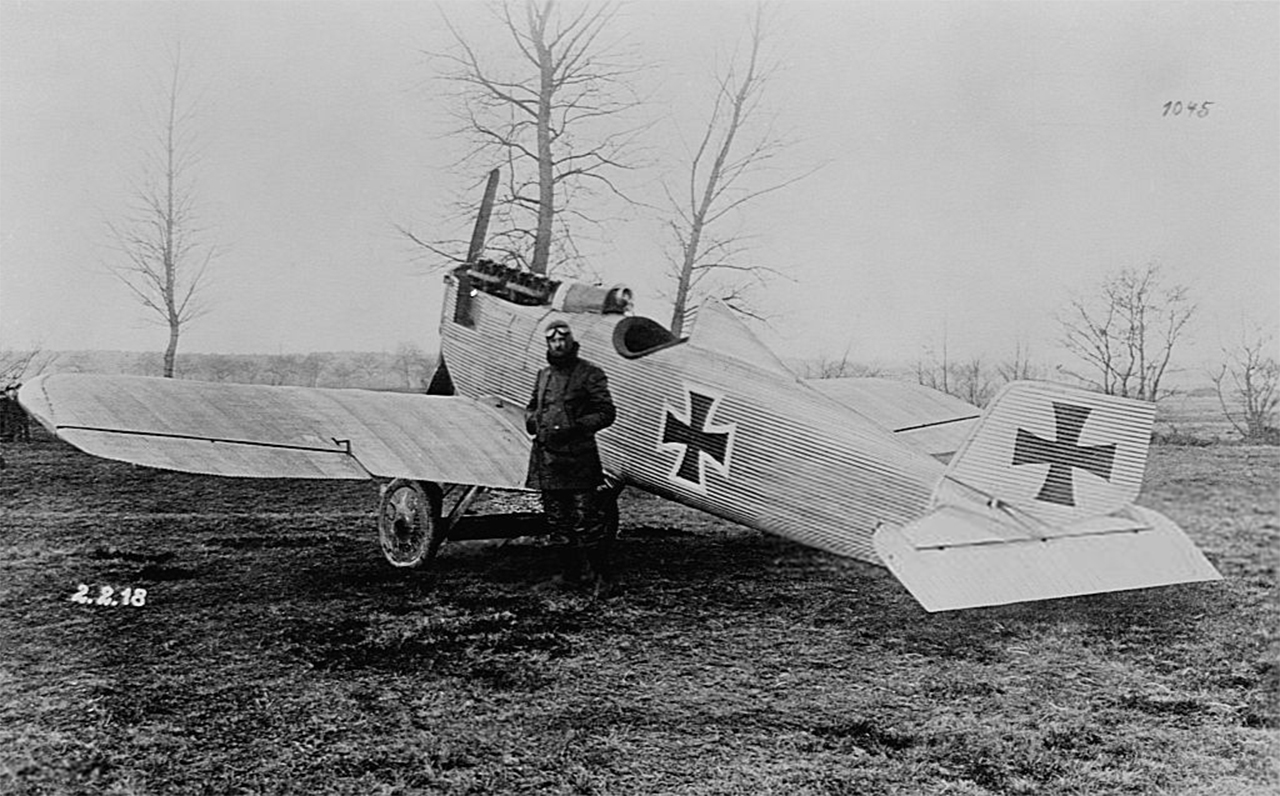
Die Junkers J 7 am 2. Februar 1918 beim Vergleichsfliegen in Berlin-Adlershof

Das Flugzeug Junkers J 7 war ein freitragender Tiefdecker des Flugzeugherstellers Junkers & Co. in Duraluminiumbauweise und Auslegung als Jagdeinsitzer. Der Erstflug erfolgte am 17. September 1917. Sie befriedigte zunächst nicht, und es wurden mehrere Modifikationen, unter anderem an den Querrudern, dem Fahrwerk und dem Motorkühler vorgenommen.

## Geschichte
Nach der Werkserprobung im Herbst 1917 wurde das Musterflugzeug beim ersten Vergleichsfliegen neuer Jagdflugzeuge in Adlershof bei Berlin beurteilt. Trotz herausragender Leistungen stieß dieser Typ auf Ablehnung durch die Testpiloten, was im Wesentlichen durch die Auslegung als verspannungsloser Eindecker zu begründen war. Als Kuriosum konnte der Mitbewerber von Junkers, Anthony Fokker, auf diesem Vergleichsfliegen die J 7 fliegen, machte aber bei der Landung Bruch. Da die J 7 an weiteren Vergleichen nicht mehr teilnehmen konnte, erhielt Fokker statt Junkers den Auftrag.
Die Leichtbaubemühungen von Junkers zeigten hier Erfolge. Es wurde eine Duraluminium/Wellblech-Beplankung eingesetzt, was zu einem Leergewicht von nur 655 kg führte.
Am 2. April 1918 wurde der Idflieg nochmals eine verbesserte Version angeboten, der Bau weiterer J 7 wurde daraufhin jedoch unterlassen.

## Technische Daten
| Kenngröße             | Daten der Junkers J 7                                     |
| --------------------- | --------------------------------------------------------- |
| Besatzung             | 1                                                         |
| Länge                 | 6,70 m                                                    |
| Spannweite            | 9,00 m                                                    |
| Höhe                  | 3,15 m                                                    |
| Flügelfläche          | 11,70 m²                                                  |
| Flügelstreckung       | 6,9                                                       |
| Rüstmasse             | 655 kg                                                    |
| Startmasse            | 940 kg                                                    |
| Höchstgeschwindigkeit | 205 km/h                                                  |
| Dauergeschwindigkeit  | 175 km/h                                                  |
| Landegeschwindigkeit  | 90 km/h                                                   |
| Steigzeit auf 1000 m  | 2,6 min                                                   |
| Dienstgipfelhöhe      | 6000 m                                                    |
| Reichweite            | 300 km                                                    |
| Triebwerk             | ein Mercedes D IIIa mit 160 PS (ca. 120 kW) Dauerleistung |
| Bewaffnung            | 2 Maschinengewehre (geplant)                              |